# Sexorcism
Sexorcism è il nono album in studio del gruppo musicale finlandese Lordi, pubblicato il 25 maggio 2018 dalla AFM Records.

## Descrizione
Dall'album sono stati estratti due singoli: Your Tongue's Got the Cat e Naked in My Cellar.

## Tracce
Testi di Mr Lordi, Tracy Lipp, musiche di Mr Lordi.
1. Sexorcism – 6:52
2. Your Tongue's Got the Cat – 4:45
3. Romeo Ate Juliet – 4:21
4. Naked in My Cellar – 4:45 (musica: Mr. Lordi, Mana)
5. The Beast Is Yet to Cum – 4:50 (musica: Mr. Lordi, Ox)
6. Polterchrist – 5:23
7. SCG9: The Documented Phenomenon – 1:14 (testo: Mr. Lordi, Tracy Lipp, Ralph Ruiz)
8. Slashion Model Girls – 5:25
9. Rimskin Assassin – 4:50 (musica: Mr. Lordi, Ox)
10. Hell Has Room (No Vacancy in Heaven) – 5:04 (musica: Mr. Lordi, Amen)
11. Hot & Satanned – 4:33 (musica: Mr Lordi, OX)
12. Sodomesticated Animal – 4:23
13. Haunting Season – 6:15 (musica: Mr. Lordi, Hella)

## Formazione
- Mr Lordi – voce
- Amen – chitarra
- OX – basso
- Mana – batteria, cori
- Hella – tastiere

## Classifiche
| Classifica (2018) | Posizione massima |
| ----------------- | ----------------- |
| Austria           | 74                |
| Finlandia         | 19                |
| Germania          | 20                |
| Svizzera          | 64                |